# Степные крымские татары

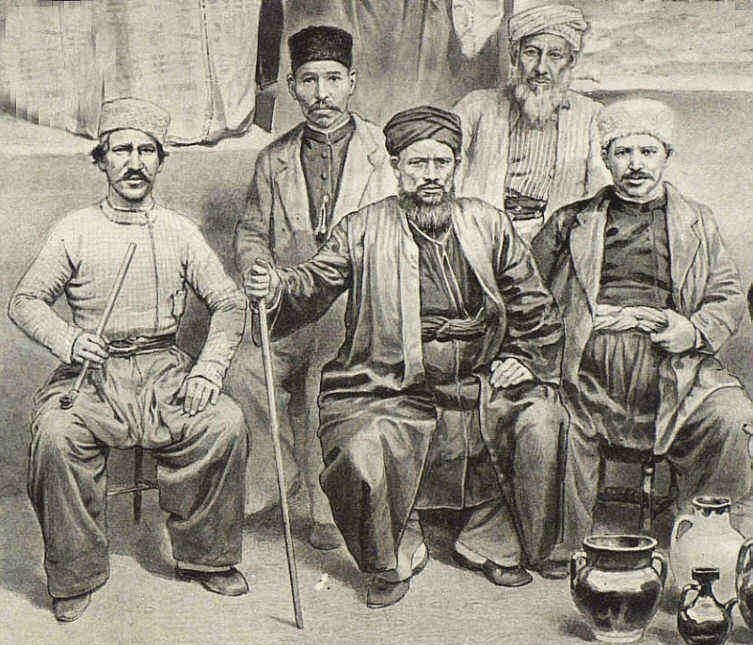
Типы степных крымских татар (ногаев)

Степные крымские татары (ногаи; самоназвание — крымскотат. tatarlar, татарлар:111,117, крымскотат. noğaylar, ногъайлар) — одна из трёх субэтнических групп крымских татар, которая сформировалась и проживала в степной части Крыма (крымскотат. Qırım çölü) до 1944 года, когда все крымские татары были депортированы из Крыма. В формировании степных крымских татар важную роль сыграли западные кыпчаки (в русской историографии — половцы). Близкие по происхождению и культуре северо-кавказским и ставропольским ногайцам.

## Этноним
Этноним «ногай» применялся не только к мангытским (население Ногайской Орды) подданным. Так согласно В. В. Трепавлову: «… под этнонимом „ногай“ в некоторых источниках объединялись степные тюрки Мангытского юрта, Крымского ханства и Большой Орды, и это слово имело гораздо более широкое применение, обозначая не только население Ногайской Орды».

## Культурно-исторический обзор

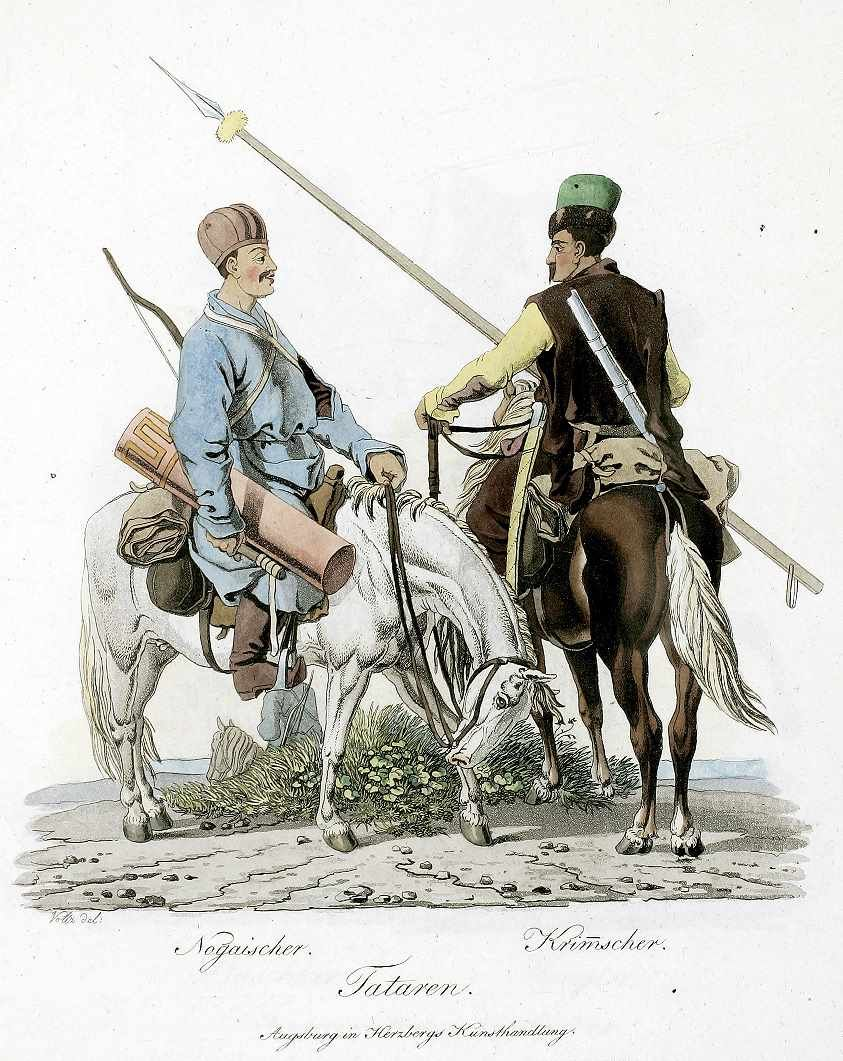
Ногайский (слева) и крымский (справа) татары

Крымские татары степи — это потомки кочевых тюркских народов и племен, населявших Причерноморскую степь, включая те, которые входили в состав Золотой Орды, составная часть крымскотатарского народа. Не следует путать степных крымских татар с ногайцами. Использование этнонима «ногаи» для обозначения степных крымских татар — достаточно позднее явление. Как и другие современные названия субэтносов крымских татар, слово «ногай» было экзоэтнонимом: так степных крымских татар называли горные крымские татары, тогда как первые в свою очередь называли вторых «татами» (крымскотат. tatlar). При этом и те, и другие считали именно себя «настоящими» крымскими татарами. Во времена Крымского ханства существовало различие между крымскими татарами степи и ногаями (ногаями называлась большая татарская орда, получившая свой этноним от имени Ногая (ум. 1300), выдающегося полководца Золотой Орды): крымские татары никогда не были частью ногайцев и не происходили от них, а элита ханства всегда различала ногаев и крымских татар:117, однако ногаи и степные крымские татары имеют схожее происхождение от волн кочевников степного пояса Евразии. Именно крымскотатарские степняки составляли основу военно-политической мощи Крымского ханства: так, нуреддин Мубарек Герай в 1633 году угрожал русскому царю Михаилу Федоровичу «стоптать» его государство конными силами ста тысяч татар и сорока тысяч ногаев, а по замечанию венгерского историка Марии Иванич, ногайская конница была самой многочисленной, хотя и наименее боеспособной частью крымского войска:115. Хан Сахиб Герай (1532—1551 годы) провел радикальную реформу, запретив жителям Крыма — степным крымским татарам — вести кочевой образ жизни. Кибитки было приказано разломать и жить отныне оседло в деревнях. Развернулось строительство домов и целых поселков, началась раздача земельных наделов по всему пространству Юрта — «от Фатх-Кермана на севере до Балаклавы на юге и от Кафы на востоке до Кезлева на западе», одновременно возводились мечети. Нововведения действительно способствовали насаждению оседло-земледельческого уклада на Крымском полуострове:112. С тех пор тюркское население Крымского ханства, продолжавшее кочевать, стало называться ногаями, а тюркское оседлое земледельческое, независимо от того, жили они в городах или селах за пределами Крыма или на самом полуострове, в его степной, горной или южнобережной части, татарами:111,117. В рамках демографической политики Крымского ханства Гераи переселяли ногаев из Большой Ногайской Орды, предоставляя им степное пространство между Доном и Днепром; с ослаблением Ногайской орды часть ногаев уже сама стала переходить на Крымскую сторону Волги (правый ее берег назывался Крымской стороной, левый — Ногайской), вливаясь в состав малых ногаев и становясь подданными крымских ханов. С тех пор в титулатуре Гераев прочно укореняется формула «сансыз ногай» (бесчисленные ногаи):112-115. Ногаи, изначально проживавшие в ханстве, принадлежали к роду Мансур-улы (Мансур огълу), впоследствии Мансуры практически сравнялись в ранге с ведущим татарским родом Ширин:116.

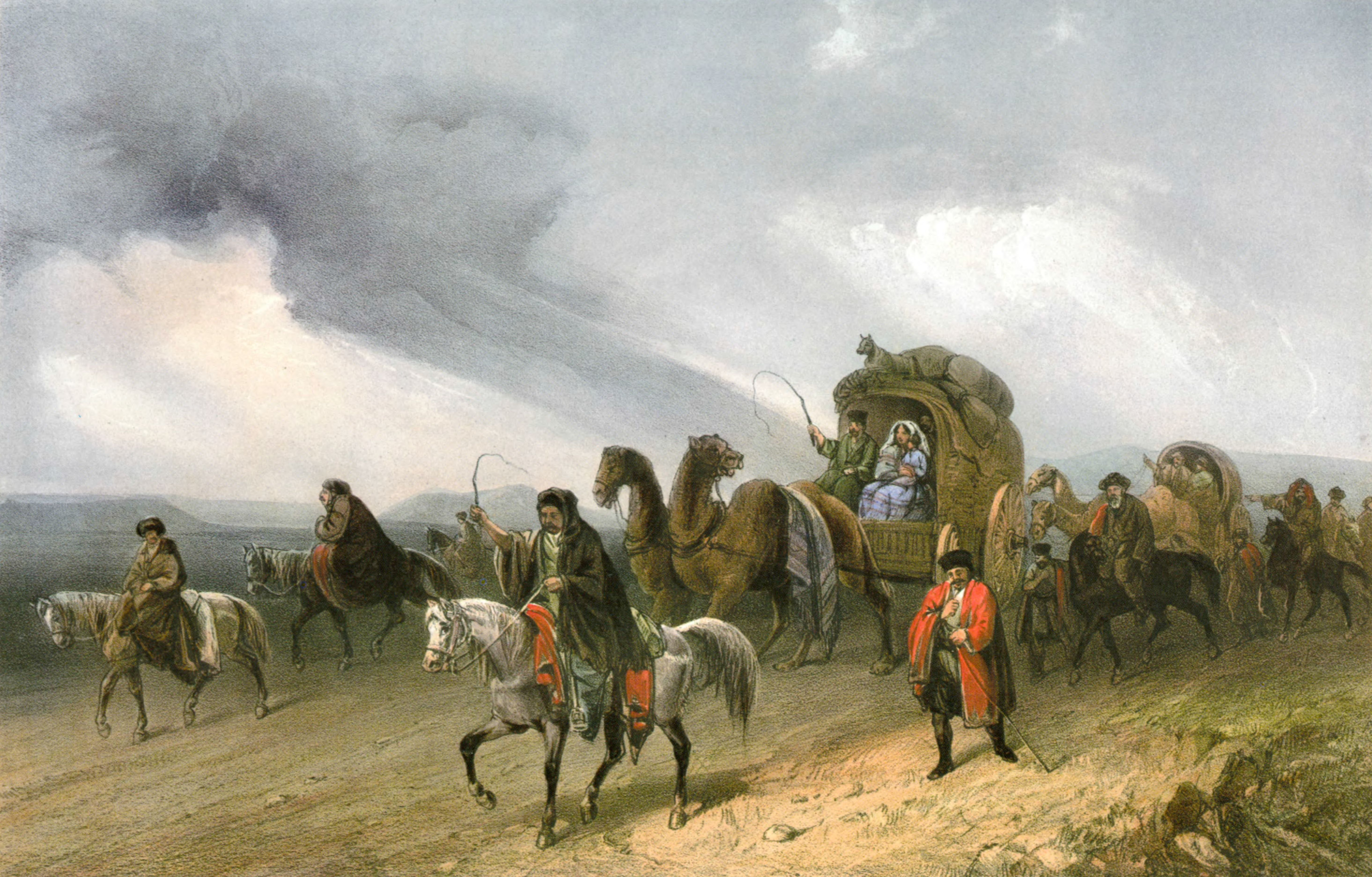
«Крымские татары, путешествующие по степи» — вынужденная эмиграция крымских татар из Крыма. 1856, Карло Боссоли.

Степные крымские татары сформировались в центрально-северной части Крыма (крымскотат. Çöllü Qırım) и в Причерноморских степях. Основную роль в этногенезе этой группы сыграли тюркские татарские кланы:112, а также западно-кыпчакские (половецкие) и восточно-кыпчакские племена и более ранние степные кочевые народы, в состав степных крымских татар, в основном уже после завоевания Крымского ханства, вошла также часть ногаев Северного Причерноморья, Северного Приазовья и Кубани (представители малых ногаев Едисанской, Джамбойлуцкой и Едичкульской орд). Диалект степняков входит в кипчакско-ногайскую группу тюркских языков и состоит из трех основных говоров: тарханкутско-кезлевский (западный), перекопско-джанкойский (северный) и керченский (восточный). Англичанин, участник Крымской войны и историк Томас Милнер, оставивший записки о крымских татарах, в XIX веке еще различал оседлых крымских татар-степняков (the inhabitants of the steppe, большая часть жителей крымских степей) и крымских татар-ногаев, «живущих жизнью настоящих номадов» (Nogai Tatars, меньшая часть). Он отмечал, что крымские степняки более просты и гостеприимны по сравнению с жителями гор и южного побережья и «примут незнакомца, не ожидая непомерной платы за услугу, часто отказываясь даже от малейшего вознаграждения». По сообщению Милнера середины XIX века, степные крымские татары — трудолюбивые земледельцы, но они постоянно подвергаются мелким ограблениям со стороны низших правительственных агентов, что подавляет их моральную энергию. А различия в языке и религии становятся препятствием для обращений к верховной власти. Как следствие, крымские татары степи не могли выращивать урожая больше, чем им хватало на еду для семьи в течение года. Когда год был неурожайным, случался голод. Таков был 1833 год, когда целые семьи погибли от голода. После Крымской войны Крым, согласно официальным данным, вынужденно оставило 181 177 крымских татар — в основном жителей степного Крыма, в результате чего система расселения Перекопского, Евпаторийского, степной части Феодосийского и Симферопольского уездов была разрушена (784 сел полностью опустели, а 330 из них так и не восстановились), возникла угроза «опустынивания» Крыма, а население полуострова сократилось на 40 %, доля других этносов в населении Крыма выросла.

## Традиции

### Традиционные занятия
Степные крымские татары перешли от кочевого скотоводства к оседлому земледелию с XVI века, вследствие реформ хана Сахиба Герая, запретившего им кочевать:111,117. Ногаи, в основном жившие за Перекопом:111,117, дольше сохраняли кочевое скотоводство. К 1800-м годам у них начинается развитие земледелия.

### Традиционное жилище
У степных крымских татар стойбища традиционно состояли из юрт. Известны большие разборные, так называемые «терме», и малые, которые перевозили в двухколёсных телегах. У ногаев-землевладельцев были распространены дома из кирпича или турлука с соломенной, крыша была черепичная или из земли.

### Традиционная одежда
Мужская
В XVII веке ногаи надевали камзолы (распашные рубахи), а в конце XIX века у мужчин получили распространение косоворотки («каптан», «зубун»). Также широко были распространены куртки, прибывшие в степь из горно-прибрежных частей Крыма («елек», «мийтан», «марка»); безрукавки («елек»); кафтаны («каптан», «бешмет»), которые носились жителями среднего достатка и по крою напоминали северокавказские черкески. Из одежды, покрывающей нижнюю часть тела, известны штаны («штан»), которые традиционно шились из кожи или же сукна. К концу XIX века, за исключением Евпатории, где штанины соединялись вырезанным углом, штаны ногаев не отличались от тех, что носили горные крымские татары. Из мужских головных уборов известны шапочки («рахчин») в форме полусферы из мягкой ткани, нижние шапочки («такийя») из хлопка, позднее стали носить каракулевую шапку («калпак», «бьорк»), имевшие суконную круглую вставку красного цвета в центре дна, а с конца XIX века вошли в употребление фески («пэс»).
Женская
Из традиционных элементов одежды степнячек Крыма известны рубахи из домотканого холста («кулек»), нательные штаны («дон», в Судаке — «туман»). О платьях («зыбын») крымских ногаек известно, что они были похожи на те, которые носились северокавказскими ногайцами; вскоре из горно-прибрежного Крыма в степной попали платья-антер из жаккардового шелка или цветастого ситца, дополнением к которым были различные украшения (например, «тес-тюйме») и амулеты. В начале XX века в степном Крыму распространяются платья «русского покроя». Ногайки-мусульманки покрывали голову специальной накидкой — дастар, но при этом специального платка для закрытия лица не было.

### Традиционные блюда
К традиционным блюдам ногаев относится различные молочные продукты — айран, катык, пенир, кашкавал. К пище степняков также относится шорба (каша из пшеницы), серпа (бараний бульон с катыком), какач (вяленая баранина) и прочее. Из выпечки: катлама (сдобные пшеничные лепёшки), бурек (пирожки).

### Обычаи
У ногаев до XX века оставались родовая экзогамия, родовые тамги, аталычество, колыбельный сговор, обычаи избегания и прочее.

## Устное творчество
Отличительной особенностью песен ногаев является мелодичность и диатоника. Девушки и юноши на различных гуляниях сотязались в коротких импровизированных песнях («чынъ»). К эпическим жанрам песен относят дестаны (например, «Чора-батыр», «Эдиге»), бейиты (например, «Ногъай бейити»). Известны также поздравительные и свадебные песни, песни-танцы («хоран»). Исторические песни — переселенческие, или эмигрантские, песни («муаджир тюркю», «кочь авасы»). Кедаями ногаи называют создателей и исполнителей всех видов песен.

## Генетика
Степные крымские татары генетически ближе к горным крымским татарам (генетическое расстояние d=0,22), чем к ногайцам (d=0,25) и караногайцам (d=0,23), что сопоставимо с генетическим расстоянием степных крымских татар от южнобережных (d=0,25). При этом степные крымские татары значительно ближе к другим субэтносам крымских татар, чем к казахам (d=0,68) и монголам (d=0,84). У степных крымских татар, в сопоставимой с другими субэтносами степени, преобладают гаплогруппы R1a-M198 (степные линии), R1b-M343, G2a, J2, распространенные в Восточной Европе и среди тюркских народов России, в том числе Кавказа, и практически не представленные среди монголов. Таким образом, результаты генетического исследования, проведенного А. Т. Агджоян в лаборатории геномной географии Института общей генетики имени Н. И. Вавилова РАН, не дают оснований для гипотез о происхождении генофонда в том числе степных крымских татар ни от монголов, ни от центральноазиатских популяций в целом. В исследовании Агджоян А. Т. также подчеркнуто отсутствие значительного вклада славянского населения в генофонд крымских татар, несмотря на совместное проживание на полуострове в течение двух столетий.

## Известные представители
- Мордка Кубрат (Нарыш)
- Номан Челебиджихан
- Амди Гирайбай
- Айше Сеитмуратова
- Бекир Чобан-заде